# Voldemar Piperal
Julius Voldemar Piperal (* 4. Oktober 1900 in Tallinn, Gouvernement Estland; † 23. November 1942 in Molotow, Sowjetunion) war ein estnischer Fußball- und Eishockeyspieler.

## Karriere
Im Jahr 1923 trat Voldemar Piperal dem JK Tallinna Kalev aus der Landeshauptstadt Tallinn bei. Ab 1925 spielte er für die Fußballmannschaft des Sportvereins, mit der er im Jahr 1930 die Estnische Meisterschaft gewann. Die einzige Meisterschaft im Fußball gewann er zusammen mit Spielern wie: Erich Altosaar,  Arnold Eentamm, Aleksander Kalvet, Heinrich Koort, Feliks Kull, Egon Parbo, Alfred Ratnik, Heino Roomere und Eino Uuli sowie weiteren.
Für die Estnische Fußballnationalmannschaft spielte Piperal von 1927 bis 1929 in zehn Länderspielen, darunter eine Partie während des Baltic Cup 1928 gegen Lettland im Kadrioru staadion von Tallinn.
Mit der Eishockeymannschaft des JK Tallinna Kalev gewann er im Jahr 1934 die erste Eishockeymeisterschaft die in Estland ausgespielt wurde.

## Tod
Voldemar Piperal wurde nach der sowjetischen Besetzung Estlands im Zweiten Weltkrieg, wie viele andere Esten auch, zwischen 1940 und 1941 im stalinistischen Gulag-System deportiert. Er wurde im Juni 1941 verhaftet und zu zehn Jahren Gefängnis verurteilt. Er verstarb am 23. November 1942 im Alter von 42 Jahren in einem Kriegsgefangenenlager in der sowjetischen Stadt Molotow dem heutigen Perm.

## Erfolge
mit dem JK Tallinna Kalev:
- Estnischer Fußballmeister: 1930
- Estnischer Eishockeymeister: 1934